# فتح بغداد توسط ایل کلهر
فتح بغداد توسط ایل کلهر به تسخیر بغداد توسط ایل کلهر به فرماندهی ذوالفقارخان کلهر، در سال ۹۳۰ق/۱۵۲۴ م، مقارن با حکومتهای صفویه و عثمانی و پس از تسلط بر بخشی از کردستان، کرمانشاه و سپس تمامی عراق عرب اطلاق می‌شود.
کردتباران کلهر، پازوکی، وند و زنگنه سپاهیان ذوالفقار خان را در فتح بغداد تشکیل می‌دادند.

## پیشینه
در سال ۹۱۴ق/۱۵۰۷م بغداد تحت حکومت شاه اسماعیل صفوی بود. در هنگامی که شاه طهماسب یکم مشغول نبرد با ازبک‌ها در خراسان بود امیرکرد ضد عمویش ابراهیم خان کلهر حاکم بغداد شورش کرد. این شخص به نام ذوالفقار خان کلهر بغداد را تصرف کرده و تبعیت خود از سلطان سلیمان قانونی را اعلام کرد. او پس از فتح بغداد و عراق عرب، عمو و عموزادگانش را کشت.
در ابتدا ماجرا اینگونه بود که در نبود اردوی شاهی، مهد علیا تاجلو بیگم نامادری شاه از نافرمانی قزلباش و ادامه حکومت فرزندش احساس خطر می‌کرد. بنابر این از ابراهیم خان حاکم بغداد درخواست کرد که نزد او حاضر شود. ابراهیم خان با ۵ هزار تن به طرف قم نزد تاجلو بیگم به راه افتاد که در ماهیدشت در کمین برادر زاده اش افتاد.
شاه طهماسب صفوی دوباره در سال ۹۳۶ق/۱۵۳۰م شهر را گرفت.

## پیش زمینه‌ها
- دشمنی داخلی بین امرای قزلباش
- دوری ارتش از پایتخت به دلیل بحران در شرق ایران
- حضور شاه طهماسب و نایب السلطنه در اردوی جنگی شرق کشور[۱۱]